# 王璧
王璧（1419年—1478年），字廷玉，四川重慶府合州儒籍，治《詩經》，年三十歲中式正統十三年戊辰科第三甲第四十七名進士。十月二十一日生，行一，曾祖王斌；祖王佐；父王汝義；母周氏。重慶下，妻楊氏，弟珪；瓚；璋；瓊。由州學生中式四川鄉試第十名舉人，會試中式第二十九名。